# Fjodor Matwejewitsch Apraxin

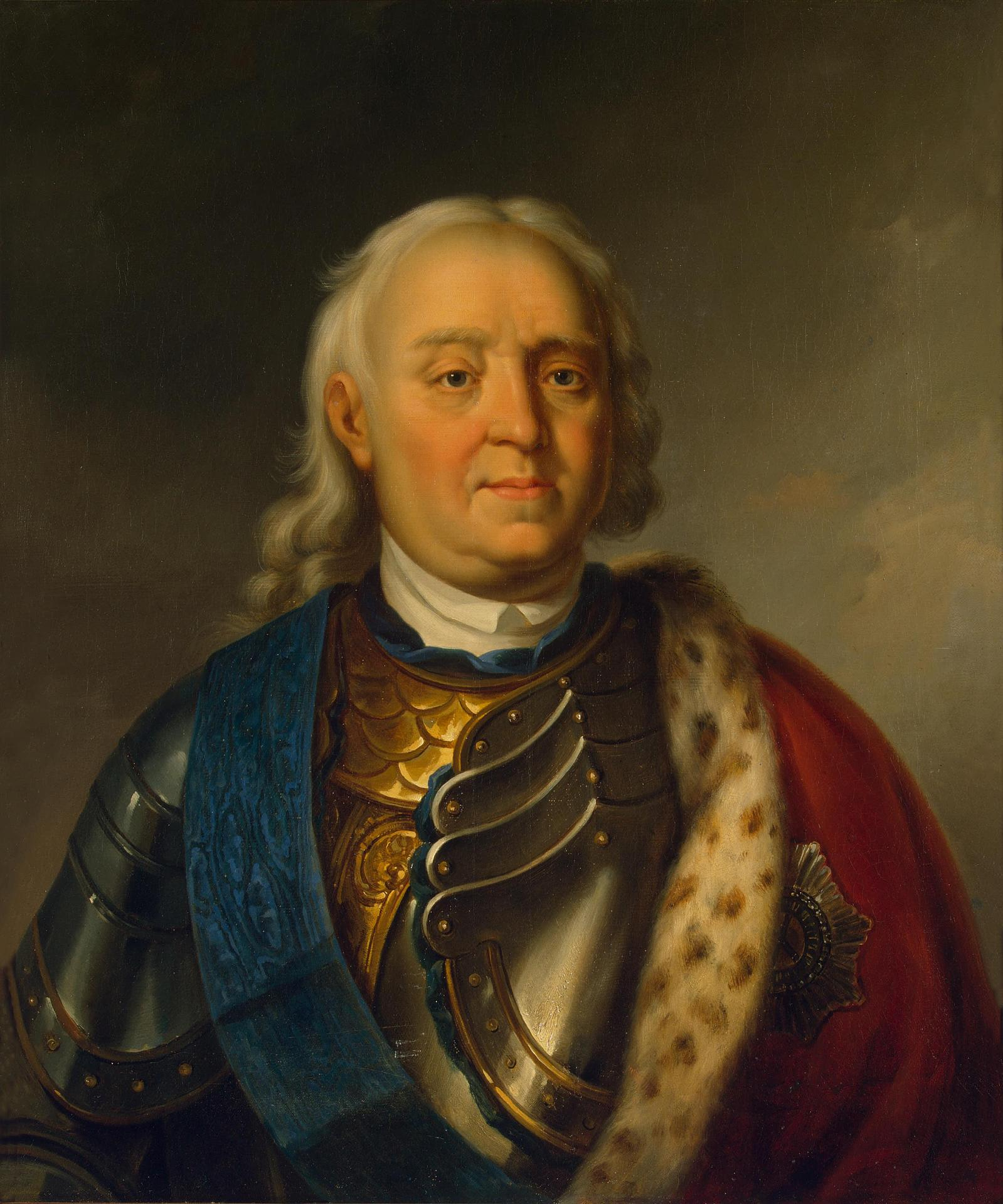
Graf Fjodor Apraxin

Graf Fjodor Matwejewitsch Apraxin (russisch Фёдор Матвеевич Апраксин, auch Feodor; * 27. November 1661; † 10. November 1728 in Moskau) war einer der einflussreichsten und bedeutendsten Männer in der Umgebung von Peter dem Großen.

## Leben
Apraxin stammte aus einem Adelsgeschlecht tatarischen Ursprungs. Im Jahre 1693 wurde Apraxin zum Wojewoden und Gouverneur von Archangelsk – des einzigen damaligen Hafens Russlands – ernannt. Unter seiner Aufsicht wurden die Stadtbefestigungen erneuert und die Handelsbeziehungen Russlands mit dem Ausland gestärkt. Auch der Bau eines der ersten russischen Handelsschiffe wurde von ihm dort beauftragt. Er kontrollierte das Schiffsbauwesen in Woronesch, wo die erste russische Flotte entstand. Zudem war er einer der Begründer der Schule für Navigationswissenschaften in Moskau. 1707 wurde er zum Präsidenten der Russischen Admiralität ernannt. Er war der erste in Russland ernannte Generaladmiral. Im folgenden Jahr wurde er zum Oberbefehlshaber in Ingermanland ernannt, um das neu errichtete Sankt Petersburg vor schwedischen Angriffen zu schützen. Im Zuge des Großen Nordischen Kriegs schlug er dort 1708 den Angriffsversuch des schwedischen Generals Georg Lybecker zurück und eroberte 1710 Wyborg in Karelien. Für die Stadteroberung wurde er von Peter I. mit dem Orden des Heiligen Andreas und dem goldenen Degen mit Brillanten ausgezeichnet. Er befehligte die Flotte während des von Karl XII. 1711 angefachten Türkenkriegs auf dem Schwarzen Meer. 1713 kämpfte er an der Spitze der Galeerenflotte mit den Landungstruppen gegen die Schweden, zerschlug sie und eroberte Helsingfors (Helsinki), wobei er die Schweden des letzten Stützpunktes im Finnischen Meerbusen beraubte. In der Seeschlacht bei Hanko (Gangut) vom 25. bis 27. Juli 1714, bei der er die Galeerenflotte kommandierte, gab er im entscheidenden Augenblick das Signal zum Angriff, der die Schlacht zugunsten der Russen entschied. Er begleitete den Zaren noch zweimal auf dessen Feldzügen am Kaspischen Meer und gegen Persien.
1726 organisierte Apraxin die Seeverteidigung von Reval (Tallinn) vor einem Angriff der englischen Flotte. In derselben Zeit wurde er zum Mitglied des erst gegründeten Obersten Geheimrates und zum Befehlshaber des Kronstadt-Geschwaders ernannt. 1727, nachdem Fjodor Apraxin die entbrannten Palastränke der Nachfolger von Peter I. nicht akzeptiert hatte, entfremdete er sich den Angelegenheiten. Gemeinsam mit dem Kaiserhof übersiedelte er nach Moskau, wo er am 10. November 1728 starb.
Er war zweimal (1715 und 1718) in Untersuchungen wegen Veruntreuungen, die von höheren Beamten verübt worden waren, verwickelt und wurde für schuldig befunden, aber beide Male vom Zaren gegen ein ansehnliches Lösegeld begnadigt. Obgleich ein Gegner der Reformbestrebungen von Peter dem Großen und diesem als solcher bekannt, war er doch einer von dessen vertrautesten Ratgebern.